# 塚原健司
塚原 健司（つかはら けんじ、1992年3月2日 - ）は、日本の起業家（アントレプレナー）、デザイナー、アーティスト。
株式会社イチナナキログラムの創始者であり代表取締役社長で、goodnight5toreのブランドプロデューサー兼デザイナーである。

## 来歴
神奈川県立七里ガ浜高等学校に入学するも三年生への進学時に留年。その後に八洲学園高等学校に転入し卒業する。
卒業後、浪人生として受験勉強をスタートし、法政大学キャリアデザイン学部に入学。
大学ではプログラミングに興味を持ち、独学で習得。webサービスをいくつも立ち上げる。
ソフトウェアエンジニアとして就職活動を行い複数社から内定を貰ったが、大学四年生で起業を決意。
ベンチャーキャピタルから出資を受け、株式会社WhiteLabelを設立し代表取締役社長に就任。
1年半で会社と事業を売却。
2017年6月に株式会社Bordi(現 株式会社イチナナキログラム)を創業し、代表取締役社長に就任する。
現在は他にgoodnight5toreのブランドプロデューサー兼デザイナーとして活動している。

## 人物
個人的に作った「Bean or Gone」というカルロス・ゴーンとMr.ビーンを見分けるwebサイトがネット上で話題になった。
また、自身のツイッター上で、あいみょん「マリーゴールド」のパロディー動画を出すなど、動画配信者という顔もある。